# 杰茜卡·门罗
杰茜卡·门罗（英語：Jessica Monroe，1966年5月31日—），加拿大女子赛艇运动员。她曾代表加拿大参加1992年和1996年夏季奥林匹克运动会赛艇比赛，获得二枚金牌和一枚银牌。